# Boarmia cebra
Boarmia cebra là một loài bướm đêm trong họ Geometridae.